# Mantisalca amberboides
Mantisalca amberboides là một loài thực vật có hoa trong họ Cúc. Loài này được (Caball.) Maire mô tả khoa học đầu tiên vào năm 1934.